# Head Control System
Head Control System – norwesko-portugalski zespół muzyczny grający kombinację nowoczesnego rocka i metalu, będącego określanym jako stoner metal z elementami metalu alternatywnego. Muzyka zespołu zawiera także pewne podobieństwa do nu metalu. Wydawcą zespołu jest amerykańska wytwórnia The End Records.
Grupa została założona w 2003 roku przez Portugalczyka Daniela Cardoso (perkusistę byłego blackmetalowego zespołu Sirius) jako jego solowy projekt pod nazwą SinDRomE. 2005 roku do zespołu dołączył Kristoffer Rygg udzielający się także w swoim norweskim zespole Ulver. We wrześniu tego samego roku projekt zmienił nazwę na obecną.
Całą muzykę na płycie skomponował Cardoso, a Rygg jest autorem tekstów i wokalistą zespołu.

## Dyskografia
- Murder Nature - (2006)